# La grand'tante
La grand'tante (La prozia) è un'opéra comique in un atto di Jules Massenet su libretto francese di Jules Adenis e Charles Grandvallet. Fu eseguita per la prima volta all'Opéra-Comique di Parigi il 3 aprile 1867. Sebbene non fosse la prima opera composta da Massenet, fu la prima delle sue opere a essere messa in scena sul palcoscenico. Il lavoro consiste in un'ouverture seguita da sei numeri vocali (assoli, duetti e un trio finale) con un dialogo parlato in mezzo.

## Ruoli
| Ruolo                  | Registro vocale | Cast della prima, 3 aprile 1867 (Direttore:Théophile Tilmant) |
| ---------------------- | --------------- | ------------------------------------------------------------- |
| Il Marchese di Kerdrel | tenore          | Victor Capoul                                                 |
| Alice di Kerdrel       | soprano         | Marie Heilbronn                                               |
| La Chevrette           | soprano         | Caroline Girard                                               |

### Struttura
| Elenco dei brani            | Elenco dei brani                                 | Elenco dei brani      |
| --------------------------- | ------------------------------------------------ | --------------------- |
| Ouverture                   |                                                  |                       |
| Introduzione, Aria e Duetto | Qui donc à notre porte                           | Chevrette, Guy        |
| Aria                        | Le fait est avéré... Allons camarades            | Guy                   |
| Romanza                     | Je vais bientôt quitter                          | Alice, Guy            |
| Duetto                      | La rencontre est inattendue                      | Alice, Guy            |
| Melodia                     | Au fond de la Bretagne... Fée, ange ou femme     | Guy                   |
| Melodia bretone             | Pauvre orpheline délaissée                       | Chevrette             |
| Ronda                       | Les filles de La Rochelle... File corvette agile | Chevrette             |
| Duo                         | L'amour que je rêvais si doux                    | Alice, Guy            |
| Romanza e Finale            | Je pars enivré d'espérance                       | Alice, Chevrette, Guy |

## Orchestrazione
Solisti vocali, Orchestra: ottavino, flauto, 2 oboi, 2 clarinetti, 2 fagotti, 4 corni, 2 trombe, 3 tromboni, timpani, triangolo, archi

## Trama
Il Marchese Guy de Kerdrel ritorna dal suo reggimento in Africa per rivendicare un'eredità dal suo defunto prozio, che non aveva mai incontrato. Non è impressionato dallo stato della proprietà che ha ereditato, ma è rassicurato dal pensiero di poter almeno vendere il bene all'asta. In questo modo avrà un risarcimento per i frequenti rifiuti del suo parente, scritti in lettere firmate con un monogramma caratteristico, di dare denaro ad un soldato spendaccione. Chevrette, la domestica, si intrufola in una conversazione che il vecchio Marchese aveva scritto un nuovo testamento lasciando tutto alla sua vedova ma che Alice, la Marchesa, era stata così preoccupata che le sue ultime ore non venissero turbate, che aveva rifiutato l'ingresso al notaio che doveva far firmare il documento, permettendo così al pronipote scapestrato di ereditare in seguito tutto il patrimonio. Guy si allunga per dormire, progettando di finire gli affari il giorno seguente. Intravede momentaneamente una bella ragazza, quasi come in un sogno, e in seguito apprende da Chevrette che questa deve essere la vedova, che Guy aveva immaginato essere una vecchia strega... si innamora praticamente senza esitazione.
Chevrette chiede a Guy se potrebbe vendere il ritratto di suo zio ad Alice come ricordo di suo marito, che lei amava come un padre. Guy, ora innamorato, dichiara indignato che lei potrebbe averlo in regalo. Chevrette va a dare la buona notizia alla vedova e Guy scivola nella stanza del suo prozio per dare un'occhiata a questo ritratto e vedere come appariva il suo parente.
Guy spera che la marchesa continuerà a vivere nel castello, ma lei rifiuta per il fatto che non le appartiene più. Lui menziona il secondo testamento (non firmato), ma lei dichiara di averlo gettato nel fuoco. Ha il ritratto che le aveva promesso, preso nella stanza adiacente. Con sorpresa di tutti dalla cornice esce un documento: è il famoso secondo testamento, ora firmato con il monogramma distintivo del vecchio. Si scopre che Chevrette aveva recuperato dal fuoco il documento parzialmente bruciato e lo aveva incastrato nella cornice, credendo ingenuamente che se avesse pregato abbastanza ardentemente San Gildas, il vecchio sarebbe tornato dall'aldilà per firmarlo. Alice è sicura che Guy abbia falsificato la firma ma che non ammetterà nulla. Lascia la vedova in lutto per la sua proprietà con la certezza che egli presto tornerà e la rivendicherà.